# Pratique restrictive de concurrence (France)
En France, les pratiques restrictives de concurrence sont prévues dans diverses dispositions du code de commerce et constituent une spécificité du droit interne français (une "exception française") par rapport au droit européen de la concurrence, lequel n'interdit que les seules pratiques anticoncurrentielles. Codifiée au Livre IV, Titre IV du Code de commerce, cette réglementation interne - dont certaines dispositions donnent lieu à un abondant contentieux - s'ajoute à celle concernant la prohibition des pratiques anticoncurrentielles prévue aux articles L.420-1 et L.420-2 dudit Code. Ces deux corps de règles ne sont pas exclusifs l'un de l'autre et une même pratique peut parfaitement faire l'objet d'une répression au titre du droit des pratiques restrictives de concurrence mais également au titre du droit des pratiques anticoncurrentielles.   

## Les pratiques restrictives prévues par l'article 442-6 du code de commerce
L'article 442-6 du code de commerce prévoit treize catégories d'infractions dans autant d'alinéas et prévoit les sanctions s'y rattachant.
- L'obtention d'avantages sans contrepartie ou disproportionnés, ou « fausse coopération commerciale » (alinéa 1) : celui qui obtient, ou qui tente d'obtenir, des avantages disproportionnés ou sans contrepartie peut être sanctionné. Cela inclut les pratiques consistant en la facturation d'un service non exécuté ou si la facturation est disproportionnée par rapport au service, et aussi si ce service rémunéré correspond en fait aux obligations normales du distributeur[6].

- Le déséquilibre significatif dans les droits et obligations des parties (alinéa 2) : dérivé de la protection contre les clauses abusives du droit de la consommation[a 1], il s'agit ici d'analyser l'équilibre global du contrat[a 2] et de sanctionner la partie qui profiterait de sa position de force pour contraindre son cocontractant[7].

- Référencement ou déréférencement (alinéa 3) : dans le cadre de référencement de fournisseurs par des centrales d'achats, ces dernières négocient des conditions en faveur des distributeurs. L'alinéa trois de l'article prohibe l'obtention, ou la tentative d'obtention, par l'acheteur[8] d'un avantage en préalable à la passation de commandes et sans l'assortir d'un engagement écrit sur un volume proportionné, et le cas échéant, d'un service demandé par le fournisseur et ayant fait l'objet d'un accord écrit[5].

- Obtention de conditions manifestement abusives sous la menace d'une rupture des relations commerciales (alinéa 4) : est ici visé l'obtention, ou la tentative d'obtention de conditions abusives sous la menace d'un rupture brutale, même partielle, des relations commerciales. Ces conditions abusives concernent « les prix, les délais de paiement, les modalités de vente ou les services ne relevant pas des obligations d'achat et de vente »[5].

- Rupture brutale de relations commerciales établies (alinéa 5) : les ruptures brutales, qui peuvent être simplement partielles, sont celles faites sans préavis écris ou ne respectant pas une durée minimale par rapport aux usages du commerce. Le préavis peut toutefois ne pas être respecté en cas d’inexécution des obligations de l'autre partie ou en cas de force majeure. Cette disposition provoque un contentieux important[a 3].

- Violation de l'interdiction de revente hors réseau (alinéa 6) : cette interdiction est prévue pour le distributeur « lié par un accord de distribution sélective ou exclusive exempté au titre des règles applicables du droit de la concurrence ». La participation, même indirecte, à la violation de cette interdiction est sanctionnée, ce qui inclut donc la complicité[a 4].

Il y a dans les alinéas suivants diverses autres pratiques restrictives, comme le non-respect des délais de paiement (alinéa 7), le défaut de communication de ses conditions générales (alinéa 9), etc..

## Liberté tarifaire et contrôle des prix

### Interdiction de la revente à perte
La vente à perte consiste à revendre un produit en dessous de son prix d'achat effectif. Toutefois, seule est concernée la revente en l'état (les biens ensuite transformés sont donc exclus). Une simple annonce de revente à perte, comme des publicités, est également prohibée. Elle est réglementée par les articles L442-2 et L420-5 du code de commerce et cette interdiction date de la loi du 2 juillet 1963. Elle visait à protéger les petits commerces face à l'émergence des grands distributeurs qui ont la capacité de pratiquer des prix très bas.
Toutefois, un certain nombre d'exceptions existent, comme pour les périodes de soldes, en cas de produits périssables menacés d'altération rapide, ou encore en cas d'obsolescence technique ou produits démodés.
Cette interdiction a été jugée conforme à l'article 30 du traité sur l'Union européenne par la Cour de justice des Communautés européennes dans sa jurisprudence Keck et Mithouard du 24 novembre 1993.

### Prix imposés
L'article L442-5 du code de commerce prohibe toute imposition d'un prix minimal sur des biens ou des services, ou d'une marge minimale. Cette interdiction vise à garantir la liberté des prix et ainsi permettre une concurrence effective. Les impositions indirectes sont elles aussi visées, tels que des prix conseillés dissimulés en prix minimum grâce à des pressions et à un contrôle des prix sur les distributeurs, ou des prix conseillés par des organisations professionnelles, ou des prix maximums déguisés, etc..
Il existe toutefois des exceptions à cette interdiction : quand le distributeur est juridiquement subordonné à son fournisseur ou quand le distributeur n'est pas indépendant et est soumis à un contrat de distribution (ce qui exclut les concessionnaires et les franchisés).